# 崔相國 (台湾鎮総兵)
崔 相國（さい しょうこく）は、清朝の武官官員。本籍は河南。1708年に台湾への赴任を命じられ、王元の後任として台湾鎮総兵として着任。清朝統治時代の台湾においてこの官職は、台湾地区を管理する台湾道の最高指揮官であった。
| 軍職      | 軍職                  | 軍職      |
| --------- | --------------------- | --------- |
| 先代 王元 | 台湾鎮総兵 1708年着任 | 次代 姚堂 |